# Гулько, Аким Дмитриевич
Аким Дмитриевич Гулько (20 сентября 1904, Кривое Озеро, Подольская губерния — 6 ноября 1991, Москва) — начальник сектора сухих корпусов, ферм и механизмов ОКБ-1.

## Биография
Родился 20 сентября 1904 года в селе Кривое Озеро Николаевской губернии (ныне посёлок городского типа в Кривоозёрском районе Николаевской области Украины) в многодетной крестьянской семье. В том же селе закончил четырёхгодичную земскую школу. В 1925 году переехал в Днепропетровск и поступил на металлургический завод, где трудился на заливочном дворе доменного цеха.
В 1926 году был призван на службу в Военно-морской флот, где, окончив электроминную школу, служил торпедистом на линкоре «Октябрьская революция». После увольнения в запас учился в Ленинградском механическом техникуме, который окончил в 1933 году. После окончания учёбы работал на Ленинградском заводе «Двигатель», в должности заместителя начальника сборочного участка.
В 1934 году его командировали в город Горький, где он работал инженером-конструктором у конструктора артиллерийского и ракетного оружия В. Г. Грабина, с которым в 1937 году переехал в Подмосковный посёлок Подлипки на завод № 88 Народного комиссариата вооружения СССР, где принимал самое активное участие в создании полевых, авиадесантных пушек, а также целого ряда полуавтоматических и автоматических зенитных орудий. С 1941 по 1942 год трудился на Пермском артиллерийском заводе № 172.
В 1942 году вернулся в Подлипки на завод № 88, где продолжил работать в должности инженера-конструктора. С 1944 по 1946 год являлся заместителем Главного конструктора Специального конструкторского бюро этого завода. Согласно Постановлению Совета Министров СССР № 1017—419 от 13 мая 1946 года «О развертывании в стране работ по реактивному вооружению», на базе завода был создан НИИ-88, который возглавил организатор работ по созданию ракетного и артиллерийского вооружения Л. Р. Гонор. Опытное конструкторское бюро НИИ-88 возглавил выдающийся создатель ракетно-космической техники С. П. Королёв. А. Д. Гулько до ухода из жизни в 1966 году своего наставника работал начальником группы, а затем — начальником сектора сухих корпусов, ферм и механизмов ОКБ-1. Конструкция современной ракеты состоит из так называемых мокрых агрегатов, в которых размещается топливо ракеты, и сухих объектов. К последним относились хвостовые отсеки, стабилизаторы с воздушными рулями, корпус ракеты, приборные отсеки, двигательные рамы, переходные фермы, силовые связи для ракет с продольным и поперечным делением ступеней, быстроразъёмные замковые соединения для разделяющихся частей, механизмы для раскрытия антенных устройств, сбрасываемые головные обтекатели. А. Д. Гулько — непосредственный участник разработки конструкторской документации на первые отечественные баллистические ракеты дальнего действия и баллистические ракеты стратегического назначения, в том числе на межконтинентальную баллистическую ракету Р-7, её последующие модификации для космических запусков, включая документацию на ракетные блоки третьей ступени.
Участвовал в разработке технической документации на ракету-носитель Н-1, рабочей конструкторской документации на космические разгонные блоки Д и ДМ для комплекса Н-1-Л-3, на космические разгонные блоки С, Р и Ср, предназначенные для использования в модификациях РН Н-1. Особенно преуспел в расчёте пружин, которых было множество в ракетных конструкциях. В помощь конструкторам им были составлены таблицы для выбора пружин, заменяющие сложные расчёты. Принимал участие в разработке конструкторской документации на многоразовую транспортную космическую систему «Энергия-Буран».
Указом Президиума Верховного Совета СССР от 17 июня 1961 года за большие успехи, достигнутые в развитии ракетной промышленности, науки и техники, успешное осуществление первого в мире полёта советского человека в космическое пространство на корабле-спутнике «Восток» Гулько Акиму Дмитриевичу присвоено звание Героя Социалистического Труда с вручением ему ордена Ленина и золотой медали «Серп и Молот».
После смерти С. П. Королёва ОКБ-1 возглавил его бывший заместитель В. П. Мишин, который преобразовал ОКБ-1 в Центральное конструкторское бюро экспериментального машиностроения. С этого времени и до 1974 года А. Д. Гулько являлся заместителем начальника отдела ЦКБЭМ.22 мая 1974 года ОКБ-1 возглавил создатель ракетных двигателей В. П. Глушко. По его инициативе ОКБ-1 и КБ Глушко были объединены и новое «образование» стало именоваться — Научно-производственное объединение «Энергия». А. Д. Гулько продолжал до конца жизни трудится на этом предприятии за чертёжным кульманом, подаренным ему С. П. Королёвым в должности инженера-конструктора.
Жил в Москве. Умер 6 ноября 1991 года. Похоронен в Москве на Николо-Архангельском кладбище.
Награждён двумя орденами Ленина, орденом Красной Звезды, орденом Отечественной войны 1-й степени, орденом Трудового Красного Знамени; медалями «За доблестный труд в Великой Отечественной войне 1941—1945 годов» и «За доблестный труд. В ознаменование 100-летия со дня рождения В. И. Ленина».